# Sint-Amandskerk (Roeselare)
De Sint-Amandskerk is een kerkgebouw in de Belgische stad Roeselare. Het was een hulpkerk, toegewijd aan Sint-Amandus. De kerk werd noodzakelijk door de aanzienlijke ontwikkeling van de stad vanaf 1850. De eerste steen voor de Sint-Amandskerk werd gelegd op 25 oktober 1869. De grond was volgens notariële akte van 22 juli 1863 een gift van ridder De Coninck van Merkem. Het terrein had een oppervlakte van 1 hectare, 2 aren en 60 centiaren. Voor de nieuwe kerk en de pastorij moest een nieuwe straat ontsloten worden, die van de Noordstraat naar het stationsplein zou lopen. De bouwmeester, Joseph Schadde uit Antwerpen, vervaardigde het plan van de kerk in neoromaanse stijl.

## Nieuwe bestemming
Eind 2014 vond in de kerk de laatste viering plaats; het gebouw stond daarna een tijdje leeg.. Sinds medio 2017 is er iedere vrijdag tussen 14 en 20u een boerenmarkt. 'Lokaal Roeselare' verenigt landbouwers en ambachten uit de streek die er hun producten verkopen.